# کوتسفیلد (نبراسکا)
کوتسفیلد(به انگلیسی: Cotesfield) شهری در ایالت نبراسکا کشور ایالات متحده آمریکا است که جمعیت آن در سرشماری سال ۲۰۱۰ میلادی، ۴۶ نفر بوده‌است.